# Indénié Djuablin
Indénié-Djuablin és una de les 31 regions de Costa d'Ivori. Està situada a l'est del país, a la frontera amb Ghana. Té una superfície de 8.000 km² i la seva capital és la ciutat d'Abengourou. Abans havia format part de l'antiga regió del Comoé Mitjà. El 2013 tenia una població aproximada de 561.000 habitants.

## Situació geogràfica i regions veïnes
Indénié Djuablin està situat al centre sud-oriental de Costa d'Ivori, a la frontera amb Ghana, país que té a l'est de la regió. Al sud és veïna amb les regions de Comoe Meridional i de La Mé, al sud-est i sud-oest respectivament, amb la regió de N'zi, a l'oest i amb les regions d'Iffou i de Gontougo al nord-oest i al nord-est respectivament.

## Demografia, grups humans i llengües
- El fante és un dialecte de l'àkan que parlen 22.000 fantes al nord i a l'est d'Abengorou, fins a la frontera amb Ghana.[5]
- Els aixantis viuen al voltant d'Abengourou, i parlen el dialecte àkan, aixanti.[6]

## Departaments i municipis
La regió d'Indénié Djuablin té tres departaments: Abengourou, Agnibitékrou i Béttié. A més a més té quatre municipis, tres dels quals tenen noms homònims amb els anomenats departaments, als que es suma el municipi de Niable. La seva capital és Abengourou.

## Economia
A Abengourou i a Agnibilekrou hi ha indústries de la fusta.

### Agricultura
Els principals béns agraris de la regió són el cafè, el cacau, l'hevea i l'horticultura.

### Turisme
Els principals atractius turístics de la regió són:
- La bassa dels hipopòtams d'Anaissué.
- La Catedral de Santa Teresa de l'Infant Jesús d'Abengourou
- El Museu de Binger de Zaranou
- El Museu Charles Bieth d'Abengourou
- El Palau Reial d'Abengourou
- L'escola dels mags de Tangelan
- La tomba del doctor Nobila a Sankadiokro

## Cultura
Les principals atraccions culturals de la regió són:
- La dansa reial del tam-tam parlant
- Les danses tradicionals de la terra d'Abengourou, Zaranou, Amélékia i Tanguelan
- La dansa de les princeses d'Agnibilekrou, d'Abengourou i de Niable
- La festa del nyam